# حسن علييف (أكاديمي)
حسن علي رضى أوغلو علييف - (بالأذرية: Həsən Əlirza oğlu Əliyev) أكاديمي و عالم أذربيجاني، شخصية اجتماعية سياسية، شخصية علمية تكريمة جمهورية أذربيجان الاشتراكية السوفيتية (1974)، وهو عضو في جمعية علوم التربة في جميع الاتحاد (1950)، كما عضو في جمعية جغرافية في جميع الاتحاد، النائب الأول لوزير الزراعة بجمهورية أذربيجان (1952)، النائب الأكاديمي لأكاديمية العلوم الوطنية الأذربيجانية (1952-1957)، نائب لمجلس النواب كادحين في مدينة باكو (1953–1956)، دوكتور في الثقافة و العلوم للتصنيف الأكاديمي لجامعات العالم، عضو حقيقي في مجلس الببليوغرافيين للملكة إنجلترا، مدير معهد الجغرافيا باسم الأكاديمي حسن علييف من أكاديمية العلوم الوطنية الأذربيجانية.(1968-1987).

## حياته
وُلد حسن علي رضى أوغلو علييف في محافظة الغربية في 15 ديسيمبر، عام 1907.
تعلَّم حسن علييف في المدرسة الريفية المسائية في مدينة نخجوان ذات الحكم الذاتي، وفي 1932 تخرج من جامعة الزراعية أذربيجان الحكومية.
خلال 1944-1949، هو شغل منصب نائب مدير معهد علوم التربة والكيمياء الزراعية في أكاديمية العلوم الوطنية الأذربيجانية.
كان حسن علييف عضوا في الجغرافية للاتحاد السابقة. يحمل اسم حسن علييف حديقة زانجزور الوطنية في منطقة أوردوباد لنخجوان ذات الحكم الذاتي. في عام 1939 أصبح عضوا في الجمعية الجغرافية السابقة للاتحاد. وفي عام 1941 ذهب طوعا إلى صفوف الجيش. حصل حسن علييف على درجة الدكتوراه في العلوم الزراعية في 1944. وتم تعيين نائب الرائس في الشؤون العلمية إلى اقسم علوم التربة و كيماويات زراعية.
أصبح حسن علييف رئيس ا فرع أذربيجان لجمعية علوم التربة في الاتحاد. ثم شغل فيما بعد منصب الرائس لمعهد علم النبات لأكاديمية العلوم الوطنية الأذربيجانية في 1952.
تم منح حسن علييف بأوسمة لينين، والثورة البلشفية، و وسام الراية الحمراء من حزب العمال و وسام شارة الشرف و النجم الحمراء، وسام شارة الشرف ميدالية ذهبية.
نشر حسن علييف 751عملاً خلال السنوات 1940-1985. توفي حسن علييف في 1993، 85 عاما من عمره في باكو.

## أعماله الرائسية
- كتابه الأول «نهر بيرسعات» ألذي صدر في 1940 (تم منح حسن علييف لهذا الكتاب جائزة الأكاديمية الجمهورية).
- أراضي جمهورية أذربيجان الاشتراكية السوفيتية - 1953
- أراضي جزء من القوقاز الكبرى لأذربيجان - 1953
- إنذار - 1976
- بدأ نشر مجلة أذربيجان الطبيعية - 1970